# アフェランドラ
アフェランドラ（学：Aphelandra）はキツネノマゴ科に含まれる属の一つ。または、アフェランドラ属に含まれる植物の総称。ギンヨウボク属とも言う。近縁種にハアザミ属やクロサンドラ属がある。

## 特徴
熱帯アメリカが自生地及び原産地の常緑低木で、光沢のある深緑色の葉を持つ。葉の葉脈に白い筋が入る種や、斑入りの品種などがあり、ヘンヨウボク属（クロトン）の植物に葉は似ている。花は形状部にまとまって着花し、黄色、橙色、赤色の苞から二唇弁のサルビアやパキスタキスに似た花を突き出して咲かせる。花期は4～10月までと長く、花も次々に咲く。大きくなっても樹高は200㎝ほどなので寄せ植えなどにも利用される。耐寒性は弱く10℃以下の環境に置かれると枯れやすい。1月13日、2月22日の誕生花で、花言葉には「雄々しい」「素敵な心」「次への期待」がある。

## 栽培方法
葉は10℃を下回らない環境下で栽培できれば通年観賞が可能。植え付け及び植え替えは成長期の5～9月の時期に行う。施肥も同時期に行う。花が咲き終わり冬に入る前に切り戻しを行う。本属の植物は上に伸びる種が多いので草姿を整えるためには重要な作業である。冬季は寒さに当てないよう防寒対策を行う。調子が悪くなると落葉や、葉の色が悪くなる等の前兆が現れる。強い日射も好まないため、葉焼けによる落葉が発生する場合があるので室内で育てる場合は窓際おかず（特に冬）扇風機やエアコンの風が当たらない場所へ置いて栽培を行う。害虫はキノコバエ、ハダニ、アブラムシ、カイガラムシなどが発生する場合があるので気を付ける。

## 名称について
属名 Aphelandra は、「単生の雄蕊」を指したものである。また、先端の葯が一室しかない形態に因んでいる。尚、語源は不明である。

## 下位分類
アフェランドラ属は150種以上が認められる大きな属であるが、本節では栽培される種を抜粋して掲載する。こちらも参照。
- アフェランドラ・オーランティアカ

　（Aphelandra aurantiaca）
- アフェランドラ・シンクライリアーナ

　（Aphelandra sinclairiana）
- アフェランドラ・スクアルローサ

　（Aphelandra squarrosa）
- アフェランドラ・ステファノフィサ

　（Aphelandra stephanophysa）
- アフェランドラ・リギダ

　（Aphelandra rigida）
- アフェランドラ・ロンギフロラ

　（Aphelandra longiflora）